# A Nemzetközi Biológiai Diákolimpiák magyar versenyzői
Ez a lista a Nemzetközi Biológiai Diákolimpiák magyar versenyzőit sorolja fel.

## A magyar versenyzők eredményei a diákolimpiák (fordított) időrendi sorrendjében
36. Quezon City, Fülöp-szigetek (2025) - 298 versenyző
- Pintér Benedek, (Budapest, Fazekas Mihály Gimnázium), 76.73 pont, 54. helyezés (ezüstérem)
- Káldy Fruzsina, (Budapest, ELTE Bolyai János Gimnázium), 75.85 pont, 59. helyezés (ezüstérem)
- Kertai Márton, (Szeged, Radnóti Miklós Kísérleti Gimnázium), 63.86 pont, 145. helyezés (bronzérem)
- Nyeste Norbert László, (Szeged, Radnóti Miklós Kísérleti Gimnázium), 62.94 pont, 149. helyezés (bronzérem)

35. Asztana, Kazahsztán (2024) – 286 versenyző
- Csonka Illés, (Pécs, Ciszterci Rend Nagy Lajos Gimnáziuma), 120.31 pont, 60. helyezés (ezüstérem)
- Bősze Boldizsár, (Szeged, Radnóti Miklós Kísérleti Gimnázium), 111.83 pont, 87. helyezés (bronzérem)
- Molnár Kristóf István, (Budapest, Városmajori Gimnázium), 107.80 pont, 105. helyezés (bronzérem)
- Dinnyés Olivér, (Budapest, ELTE Bolyai János Gimnázium), 105.51 pont, 120. helyezés (bronzérem)

34. Al Ain, Egyesült Arab Emirátusok (2023) – 293 versenyző
- Szabó Márton, (Szeghalom, Péter András Gimnázium), 116.95 pont, 61. helyezés (ezüstérem)
- Szombat Nándor, (Budapest, ELTE Radnóti Miklós Gimnázium), 115.167 pont, 69. helyezés (ezüstérem)
- Zsoldos Tamás, (Győr, Kazinczy Ferenc Gimnázium), 111.886 pont, 87. helyezés (ezüstérem)
- Barna-Lázár Anna, (Budapest, Fazekas Mihály Gimnázium), 110.952 pont, 92. helyezés (bronzérem)

33. Jereván, Örményország (2022) – 237 versenyző
- Barna-Lázár Anna, (Budapest, Fazekas Mihály Gimnázium), 75.299 pont, 21. helyezés (aranyérem)
- Szalay Tamás Soma, (Szeged, Radnóti Miklós Gimnázium), 67.533 pont, 44. helyezés (ezüstérem)
- Tatai Ottó, (Debreceni Református Kollégium Dóczy Gimnáziuma), 54.326 pont, 104. helyezés (bronzérem)
- Oparaugo Petra Nneka, (Debrecen, Fazekas Mihály Gimnázium), 54.300 pont, 106. helyezés (bronzérem)

32. Lisszabon, Portugália (2021) – 279 versenyző
- Kóta Kata, (Szeged, Radnóti Miklós Gimnázium), (ezüstérem)
- Nguyen Bich Diep, (Budapest, Fazekas Mihály Gimnázium), (ezüstérem)
- Szabó Márton, (Szeghalom, Péter András Gimnázium), (ezüstérem)
- Szekér Máté Márk, (Kaposvár, Táncsics Mihály Gimnázium), (ezüstérem)

31. Nagaszaki, Japán (2020) – 186 versenyző
- Buzafalvi Dénes, (Budapest, ELTE Radnóti Miklós Gimnázium), (ezüstérem)
- Tusnády Simon, (Budapest, Bornemisza Péter Gimnázium), (ezüstérem)
- Czakó Bálint László, (Szeged, Radnóti Miklós Gimnázium), (bronzérem)
- Gulácsi Máté Mihály, (Budapest, Fazekas Mihály Gimnázium), (bronzérem)

30. Szeged, Magyarország (2019) – 285 versenyző
- Vízkeleti Péter, (Budapest, ELTE Radnóti Miklós Gimnázium), 132.84 pont, 14. helyezés (aranyérem)
- Buzafalvi Dénes, (Budapest, ELTE Radnóti Miklós Gimnázium), 130.18 pont, 18. helyezés (aranyérem)
- Kozma Csaba, (Bonyhád, Evangélikus Gimnázium), 128.60 pont, 22. helyezés (aranyérem)
- Hunyadi Marcell Dávid, (Szeged, Radnóti Miklós Gimnázium), 127.17 pont, 23. helyezés (aranyérem)

29. Teherán, Irán (2018) – 245 versenyző
- Vízkeleti Péter, (Budapest, ELTE Radnóti Miklós Gimnázium), 69.79 pont, 43. helyezés (ezüstérem)
- Ótott Péter, (Szeged, Radnóti Miklós Gimnázium), 67.45 pont, 46. helyezés (ezüstérem)
- Tomcsányi Kinga, (Budapest, Fazekas Mihály Gimnázium), 65.01 pont, 56. helyezés (ezüstérem)
- Boros Dániel, (Budapest, Fazekas Mihály Gimnázium), 58.07 pont, 86. helyezés (bronzérem)

28. Warwick, Egyesült Királyság (2017) – 245 versenyző
- Semperger Zsolt, (Budapest, Fazekas Mihály Gimnázium), 75.49 pont, 16. helyezés (aranyérem)
- Ótott Péter, (Szeged, Radnóti Miklós Gimnázium), 64.43 pont, 57. helyezés (ezüstérem)
- Czunyi Edina, (Győr, Révai Miklós Gimnázium), 60.76 pont, 72. helyezés (ezüstérem)
- Tardos Tamás Gergő, (Budapest, ELTE Radnóti Miklós Gimnázium), 58.35 pont, 89. helyezés (bronzérem)

27. Hanoi, Vietnam (2016) – 252 versenyző
- Marton Ákos, (Szeged, Radnóti Miklós Gimnázium), 84.12 pont, 11. helyezés (aranyérem)
- Nikolényi Gergő, (Szeged, Radnóti Miklós Gimnázium), 80.36 pont, 21. helyezés (aranyérem)
- Varga Petra, (Szeged, Radnóti Miklós Gimnázium), 74.02 pont, 31. helyezés (ezüstérem)
- Luu Hoang Kim Ngan, (Budapest, ELTE Radnóti Miklós Gimnázium), 64.08 pont, 54. helyezés (ezüstérem)

26. Århus, Dánia (2015) – 239 versenyző
- Hajnal Benjamin, (Budapest, ELTE Radnóti Miklós Gimnázium), 316.81 pont, 24. helyezés (aranyérem)
- Marton Ákos, (Szeged, Radnóti Miklós Gimnázium), 304.05 pont, 37. helyezés (ezüstérem)
- Nikolényi Gergő, (Szeged, Radnóti Miklós Gimnázium), 299.38 pont, 40. helyezés (ezüstérem)
- Takács Flóra, (Gödöllő, Premontrei Szent Norbert Gimnázium), 280.86 pont, 70. helyezés (ezüstérem)

25. Bali, Indonézia (2014) – 239 versenyző
- Uzonyi Anna, (Budapest, ELTE Trefort Ágoston Gimnázium), 51.3175 pont, 60. helyezés (ezüstérem)
- Fehér Norbert Krisztián, (Gödöllő, Református Líceum Gimnázium), 51.3021 pont, 62. helyezés (ezüstérem)
- Hegedűs Barnabás, (Szeged, Radnóti Miklós Gimnázium), 50.6091 pont, 86. helyezés (bronzérem)
- Újházi Mihály, (Szeged, Radnóti Miklós Gimnázium), 50.2616 pont, 106. helyezés (bronzérem)

24. Bern, Svájc (2013) – 240 versenyző
- Országh Noémi, (Szeged, Radnóti Miklós Gimnázium), 2.193 pont, 27. helyezés (ezüstérem)
- Hajnal Bence, (Szombathely, Bolyai János Gimnázium), 1.591 pont, 54. helyezés (ezüstérem)
- Uzonyi Anna, (Budapest, ELTE Trefort Ágoston Gimnázium), 1.275 pont, 70. helyezés (ezüstérem)
- Kolostyák Zsuzsanna, (Debrecen, Tóth Árpád Gimnázium), 0.022 pont, 136. helyezés (bronzérem)

23. Szingapúr, Szingapúr (2012) – 239 versenyző
- Országh Noémi, (Szeged, Radnóti Miklós Gimnázium), 114.13 pont, 55. helyezés (ezüstérem)
- Hézső Tamás, (Szeged, Radnóti Miklós Gimnázium), 106.64 pont, 94. helyezés (bronzérem)
- Szili Petra Éva, (Kaposvár, Munkácsi Mihály Gimnázium), 105.62 pont, 100. helyezés (bronzérem)
- Fésüs Viktória, (Kaposvár, Táncsics Mihály Gimnázium), 105.08 pont, 103. helyezés (bronzérem)

22. Tajpej, Tajvan (2011) – 227 versenyző
- Nászai Máté, (Szeged, Radnóti Miklós Gimnázium), 122.94 pont, 20. helyezés (aranyérem)
- Szentirmai Márton, (Szeged, Radnóti Miklós Gimnázium), 115.81 pont, 40. helyezés (ezüstérem)
- Rehó Bálint, (Nyíregyháza, Krúdy Gyula Gimnázium), 111.21 pont, 60. helyezés (ezüstérem)
- Hawchar Fatime, (Szeged, Radnóti Miklós Gimnázium), 105.38 pont, 89. helyezés (bronzérem)

21. Changwon, Dél-Korea (2010) – 233 versenyző
- Novinszky Péter, (Szombathely, Bolyai János Gimnázium), 57.773 pont, 54. helyezés (ezüstérem)
- Gyenes Bertalan, (Budapest, Fazekas Mihály Gimnázium), 56.521 pont, 65. helyezés (ezüstérem)
- Szentirmai Márton, (Szeged, Radnóti Miklós Gimnázium), 54.966 pont, 74. helyezés (bronzérem)
- Nászai Máté, (Szeged, Radnóti Miklós Gimnázium), 54.862 pont, 75. helyezés (bronzérem)

## A magyar versenyzők eredményei nevük betűrendi sorrendjében
(A = első díj/aranyérem, E = második díj/ezüstérem, B = harmadik díj/bronzérem, D = dicséret/elismerés, R = résztvevő. Az eredmény fokát jelölő betűk után zárójelben a megfelelő diákolimpiát sorszámmal és évszámmal is megadjuk.)
|  | Barna-Lázár Anna        |  | eredménye(i): |  |  | A (33, 2022), B (34, 2023) |
|  | Boros Dániel            |  | eredménye(i): |  |  | B (29, 2018)               |
|  | Bősze Boldizsár         |  | eredménye(i): |  |  | B (35, 2024)               |
|  | Buzafalvi Dénes         |  | eredménye(i): |  |  | A (30, 2019), E (31, 2020) |
|  | Csonka Illés            |  | eredménye(i): |  |  | E (35, 2024)               |
|  | Czakó Bálint László     |  | eredménye(i): |  |  | B (31, 2020)               |
|  | Czunyi Edina            |  | eredménye(i): |  |  | E (28, 2017)               |
|  | Dinnyés Olivér          |  | eredménye(i): |  |  | B (35, 2024)               |
|  | Fehér Norbert Krisztián |  | eredménye(i): |  |  | E (25, 2014)               |
|  | Fésüs Viktória          |  | eredménye(i): |  |  | B (23, 2012)               |
|  | Gulácsi Máté Mihály     |  | eredménye(i): |  |  | B (31, 2020)               |
|  | Gyenes Bertalan         |  | eredménye(i): |  |  | E (21, 2010)               |
|  | Hajnal Bence            |  | eredménye(i): |  |  | E (24, 2013)               |
|  | Hajnal Benjamin         |  | eredménye(i): |  |  | A (26, 2015)               |
|  | Hawchar Fatime          |  | eredménye(i): |  |  | B (22, 2011)               |
|  | Hegedűs Barnabás        |  | eredménye(i): |  |  | B (25, 2014)               |
|  | Hézső Tamás             |  | eredménye(i): |  |  | B (23, 2012)               |
|  | Hunyadi Marcell Dávid   |  | eredménye(i): |  |  | A (30, 2019)               |
|  | Káldy Fruzsina          |  | eredménye(i): |  |  | E (36, 2025)               |
|  | Kertai Márton           |  | eredménye(i): |  |  | B (36, 2025)               |
|  | Kolostyák Zsuzsanna     |  | eredménye(i): |  |  | B (24, 2013)               |
|  | Kóta Kata               |  | eredménye(i): |  |  | E (32, 2021)               |
|  | Kozma Csaba             |  | eredménye(i): |  |  | A (30, 2019)               |
|  | Luu Hoang Kim Ngan      |  | eredménye(i): |  |  | E (27, 2016)               |
|  | Marton Ákos             |  | eredménye(i): |  |  | E (26, 2015), A (27, 2016) |
|  | Molnár Kristóf István   |  | eredménye(i): |  |  | B (35, 2024)               |
|  | Nászai Máté             |  | eredménye(i): |  |  | B (21, 2010), A (22, 2011) |
|  | Nguyen Bich Diep        |  | eredménye(i): |  |  | E (32, 2021)               |
|  | Nikolényi Gergő         |  | eredménye(i): |  |  | E (26, 2015), A (27, 2016) |
|  | Novinszky Péter         |  | eredménye(i): |  |  | E (21, 2010)               |
|  | Nyeste Norbert László   |  | eredménye(i): |  |  | B (36, 2025)               |
|  | Oparaugo Petra Nneka    |  | eredménye(i): |  |  | B (33, 2022)               |
|  | Országh Noémi           |  | eredménye(i): |  |  | E (23, 2012), E (24, 2013) |
|  | Ótott Péter             |  | eredménye(i): |  |  | E (28, 2017), E (29, 2018) |
|  | Pintér Benedek          |  | eredménye(i): |  |  | E (36, 2025)               |
|  | Rehó Bálint             |  | eredménye(i): |  |  | E (22, 2011)               |
|  | Semperger Zsolt         |  | eredménye(i): |  |  | A (28, 2017)               |
|  | Szabó Márton            |  | eredménye(i): |  |  | E (32, 2021), E (34, 2023) |
|  | Szalay Tamás Soma       |  | eredménye(i): |  |  | E (33, 2022)               |
|  | Szekér Máté Márk        |  | eredménye(i): |  |  | E (32, 2021)               |
|  | Szentirmai Márton       |  | eredménye(i): |  |  | B (21, 2010), E (22, 2011) |
|  | Szili Petra Éva         |  | eredménye(i): |  |  | B (23, 2012)               |
|  | Szombat Nándor          |  | eredménye(i): |  |  | E (34, 2023)               |
|  | Takács Flóra            |  | eredménye(i): |  |  | E (26, 2015)               |
|  | Tardos Tamás Gergő      |  | eredménye(i): |  |  | B (28, 2017)               |
|  | Tatai Ottó              |  | eredménye(i): |  |  | B (33, 2022)               |
|  | Tomcsányi Kinga         |  | eredménye(i): |  |  | E (29, 2018)               |
|  | Tusnády Simon           |  | eredménye(i): |  |  | E (31, 2020)               |
|  | Újházi Mihály           |  | eredménye(i): |  |  | B (25, 2014)               |
|  | Uzonyi Anna             |  | eredménye(i): |  |  | E (24, 2013), E (25, 2014) |
|  | Varga Petra             |  | eredménye(i): |  |  | E (27, 2016)               |
|  | Vízkeleti Péter         |  | eredménye(i): |  |  | E (29, 2018), A (30, 2019) |
|  | Zsoldos Tamás           |  | eredménye(i): |  |  | E (34, 2023)               |